# ダッシュ&リリー
『ダッシュ&リリー』（原題: Dash & Lily）は、2020年に配信されたアメリカ合衆国のテレビドラマシリーズ。ダッシュとリリーの交流を描くロマンティック・コメディ。原作・制作はジョー・トレイス、出演はオースティン・エイブラムズ、ミドリ・フランシスなど。2020年11月10日にNetflixオリジナル作品として全世界へ配信された。

## あらすじ
クリスマスが好きなリリーと嫌いなダッシュ。リリーがNYの本屋に置いたノートをダッシュが見つけ、お互い相手をしらずにノートを交換し続ける。

## キャスト
括弧内は日本語吹き替え版声優。

### メイン
ダッシュ
演 - オースティン・エイブラムス（山田寛人）
リリー
演 - ミドリ・フランシス（西川舞）
ブーマー
演 - ダンテ・ブラウン（古沢勇人）
ラングストン
演 - トロイ・イワタ（松田裕市）

## エピソード
| シーズン | シーズン | 話数 | 話数 | 放送期間       | 放送期間       |
| -------- | -------- | ---- | ---- | -------------- | -------------- |
|          | 1        | 8    | 8    | 2020年11月10日 | 2020年11月10日 |

＊各シーズン全話一斉配信

## 製作
2019年10月、本作の製作が発表される。ジョー・トレイスがショーランナーを務め、ショーン・レヴィ、ニック・ジョナス、ブラッド・シルバーリングなどがエグゼクティブ・プロデュース務めた。
2020年11月にシーズン2の制作が発表され、2021年2月の撮影開始を目指していたが、COVID-19流行等の影響で、結局同年10月7日にシーズン2の撮影の中止を発表、ドラマ自体の制作も打ち切られた。

## 評価

### 批評
本作は批評家から高い評価を受けている。批評集積サイトのRotten Tomatoesには23件のレビューがあり、批評家支持率は100%、平均点は10点満点で7.67点となっている。また、Metacriticには4件のレビューがあり、加重平均値は80/100となっている。